# Alträsket, Norrbotten
Alträsket är en sjö i Bodens kommun i Norrbotten och ingår i Alåns huvudavrinningsområde. Sjön har en area på 7,63 kvadratkilometer och ligger 78 meter över havet. Sjön avvattnas av vattendraget Alån (Långsjöån).

## Delavrinningsområde
Alträsket ingår i det delavrinningsområde (730237-175932) som SMHI kallar för Utloppet av Alträsket. Medelhöjden är 114 meter över havet och ytan är 42,51 kvadratkilometer. Räknas de 6 avrinningsområdena uppströms in blir den ackumulerade arean 213,09 kvadratkilometer. Avrinningsområdets utflöde Alån (Långsjöån) mynnar i havet. Avrinningsområdet består mestadels av skog (72 procent). Avrinningsområdet har 7,63 kvadratkilometer vattenytor vilket ger det en sjöprocent på 17,9 procent.